# Кушпен, Паскаль
Паска́ль Кушпе́н (фр. Pascal Couchepin, род. 5 апреля 1942, Мартиньи, кантон Вале, Швейцария) — швейцарский политический деятель. Президент Швейцарии в 2003 и в 2008 (по ротации). Представляет Радикальную Демократическую партию.
Родился в городе Мартиньи (кантон Вале). В 1968 впервые избран в городской совет, в 1979 — в Федеральное собрание. В 1989—1996 возглавлял «радикальную» фракцию. В 1998 избран в члены Федерального совета (правительства) Швейцарии, где работал в качестве министра экономики (1998-2002) и внутренних дел (с 2003).
12 июня 2009 года объявил, что уйдёт в отставку с поста министра внутренних дел 31 октября. Его преемником стал Дидье Буркхальтер.